# Dongu, Acambay de Ruíz Castañeda
Dongu, även Dongú, är en ort i Mexiko, tillhörande kommunen Acambay de Ruíz Castañeda i den västra delen av delstaten Mexiko, i den centrala delen av landet. Orten hade 2 398 invånare vid folkräkningen 2010.